# ワイオミングの兄弟
ワイオミングの兄弟（原題The Monroes）は、米ABCで、1966年9月7日から1967年3月15日まで放送された西部劇。日本では、1967年10月14日から1968年4月20日まで、NHKで土曜日の午後8時に放送された。
アメリカ本国では視聴率がはかばかしくなかったため、当初の予定よりも早めに放送が終了した。

## あらすじ
両親を亡くした5人の子供たちが団結して、ワイオミング州の地を開拓する物語である。19世紀の末、開拓地を目指して旅を続けていたモンロー家が、筏で河を渡っていたところ、両親が溺れて亡くなってしまう。残された5人の子供たちのうち、18歳の長男クレイトと16歳の長女キャシーが、両親代わりに幼い弟妹の面倒をみながら、旅の途中で知り合ったインディアンのダーティ・ジムの助けを得て、ワイオミングに辿りつくものの、目的地は荒れ果てており、苦難の日々が待ち受けていた。しかし彼らは、地元に住むスリーブ、ルエルらの助けを得て、支え合いながら逞しく暮らしていく。孤児となった兄弟たちの生活を描く西部劇ホームドラマ。
日本語版では、シャープ・ホークスが主題歌を歌っていた。

## キャスト
- クレイト・モンロー：マイケル・アンダーソン・JR（声：山本勝）
- キャシー・モンロー：バーバラ・ハーシー　(声: 武藤礼子)
- ジェファーソン・モンロー：キース・シュルツ(声:竹尾知晴)
- フェニモア・モンロー：ケビン・シュルツ　(声:沢井正延)
- エミー・モンロー：タミー・ロッキー　(声: 菅谷政子)
- ダーティ・ジム：ロン・ソブル　(声:寺島幹夫)
- スリーブ：ベン・ジョンソン　(声: 小林清志)
- ルエル・ジャクソン：ジム・ウェストモアランド　(声:田中信夫)
- マポイ少佐：リーアム・サリバン　(声:納谷悟朗)
- インディン・ジム:  ジム・ウェストモーランド　(声:寺島幹夫)
- T・J: ダン・デュリエ　(声: 村上冬樹)
- ブラックナー: ジェームス・ホイットモア　(声:高塔正康)
- ニック: ウォーレン・オーツ　(声:大塚周夫)
- メイ: ジャンヌ・クーパー　(声:公卿敬子)
- ペリー: ジェームズ・スティシー　(声:広川太一郎)
- アリカリ・トム:  ノア・ビアリー・Jr　(声:森山周一郎)
- ゼフ:ジョージ・C・フィッシャー　(声:今橋恒)
- ウエルズ:ロバート・ミドルトン　(声:西田昭市)